# Övre Lysstjärnen
Övre Lysstjärnen är en sjö i Ljusdals kommun i Hälsingland och ingår i Ljusnans huvudavrinningsområde. Sjön avvattnas av vattendraget Hässjaån genom Nedre Lysstjärnen som ligger några hundra meter nedströms. Tjärnarna ligger i samma våtmarksområde och har nära samma nivå över havet.